# ヴィアー・ハームズワース (第3代ロザミア子爵)
第3代ロザミア子爵ヴィアー・ハロルド・エズモンド・ハームズワース（英: Vere Harold Esmond Harmsworth, 3rd Viscount Rothermere、1925年4月27日 – 1998年9月1日）は、イギリスの貴族、実業家、政治家。

## 経歴
1925年4月27日、第2代ロザミア子爵エズモンド・ハームズワースとその先妻マーガレット(旧姓レッドヘッド)の長男として生まれる。
イートン校を経てアメリカ合衆国・ケント・スクールに留学したが、学業成績は良くなかった。
1948年から1950年までカナダの製紙工場「アングロ＝カナディアン・ペーパーミルズ(Anglo-Canadian Paper Mills)」に勤務。その後、家業のアソシエイティッド・ニュースペーパーズに入社してデイリー・メールをはじめとする新聞事業に参画した。1971年に父から経営権を引き継ぎ、アソシエイティッド・ニュースペーパーズの社長やデイリー・メール・アンド・ジェネラル・トラストの社長などを歴任した。
1980年には彼が50％の株を持つ『イヴニング・スタンダード』紙が『ザ・イヴニング・ニュース』紙を合併した。
1978年7月12日、父の死により第3代ロザミア子爵位・第3代ロザミア男爵位・第3代ハームズワース準男爵位を継承し、貴族院議員に列した。保守党所属であったが、1997年の総選挙でのブレア労働党の勝利後には労働党を支援するかのような投票を行って世間を驚かせた。
1998年9月1日に死去した。爵位は長男ジョナサンが継承した。

## 栄典

### 爵位・準男爵位
- 1978年7月12日、第3代ロザミア子爵（1919年創設連合王国貴族爵位）
- 1978年7月12日、第3代ロザミア男爵（1914年創設連合王国貴族爵位）
- 1978年7月12日、第3代ハームズワース準男爵（1910年創設連合王国準男爵位）[3]

### 勲章
- 1978年、フィンランド獅子勲章（フィンランド）
- 1993年、南十字星勲章（ブラジル）
- 1995年、フィンランド白薔薇勲章（フィンランド）
- 1996年、ハンガリー共和国功労勲章（英語版）（ハンガリー）[3]

## 家族
1957年3月に「バブルス(Bubbles)」の愛称で知られたB級映画女優パトリシア・ブロックス(旧姓マシューズ)と結婚し、彼女との間に第4代ロザミア子爵位を継承するジョナサンはじめ1男2女を儲けた。
1992年8月にパトリシアと死別し、1993年12月には韓国籍のハンドモデルで友人のマイコ・ジョン・スン・リーと再婚したが、彼女との間には子供はできなかった。彼女は在英韓国大使館が進めていたロンドンにイギリス軍朝鮮戦争参戦記念碑を建立する計画に協力し、55万ポンドの寄付を行って2013年に実現させた。